# 이마무라 아야카
이마무라 아야카(일본어: 今村 彩夏 いまむら あやか[*], 1993년 8월 5일 ~ )은 일본 여성성우이다. 오사카부출신. 

2014년부터 활동하여, 2018년에 은퇴했다.
활동은 WITH LINE 소속으로 하였다.

## 경력
성우를 알게 된 계기는 중학생 시절 친구에게 추천 받아 게임 전국BASARA를 플레이 하면서였다.

사람의 마음을 움직이는 연기를 할 수 있는 성우를 지향했다.

성우를 목표로한 계기는 애니메이션・만화를 좋아했던 학창시절에 "목소리가 귀엽다" 칭찬받았기 때문이다. 그 후, 연극부 활동을 거쳐, 고등학교 졸업 후에는 성우 전문학교・오사카 애니메이션스쿨 전문학교에 입학하였다.

애니메이션 데뷔보다 2014년7월부터 자신의 이름을 건 라디오방송 이마무라 아야카 STAY GOLD를 먼저 하였다.

처음 받은 오디션은 앱솔루트 듀오.

2018년 6월 29일, "(전년부터) 몸이 좋지 않은 날이 늘어, 일에 집중하기가 어려워졌다."를 이유로 6월 말일 예능활동에서 은퇴하는 것을 공식발표하였다.

## 인물
- 오타쿠를 자인한다. 오타쿠가 된 계기는 중학교 1학년 시절 그림을 잘 그리고 싶어, 모사를 위해 구매 한 안자이 노부유키의 "MAR"
- 좋아하는 음식은 이치란 라멘, 과일
- 철이 들 무렵부터 수영을 하였으며, 고등학생 시절에는 탁부부, 연극부에 소속하였다.
- 어려워하는 스포츠는 축구, 농구 같이 적과 동료가 얽혀 있는 스포츠라 한다.
- 좋아하는 말・좌우명은 "꿈은 도망가지 않는다, 도망가는 것은 자신"
- 일찍히 같은 사무소에 소속했던 오오시타 나츠미와 전문학교 시절부터 친구였다. 또, 와타나베 하루카와도 사이 좋다.
- 충격을 받았는 성우는 스와 아야카, 노래할 때의 모습과 평소의 모습 갭에 놀랐다 한다.
- 요미우리 자이언츠 팬이다. 거인 팬은 부모님에게 영향 받은 것.
- 2015년 5월8일, 개인 블로그 "GAME CENTER 이마무라"를 개설하였다. 2018년 1월31일부터 휴지기.

## 취미
- 취미는 메달게임、독서、경마、술、넷카페 순방 등.
- 경마는 아케이드게임"STARHORSE"(SEGA)를 계기로 익혀, 라디오 "이마무라 아야카 STAY GOLD"도 좋아하는 경주마이다.
- 실제 경마를 보는 것은 "딥임팩트(경주마)" 로 입문.블로그에서 경마예상도 하지만 "2등 그룹 우승" 예상을 좋아하기에, 제대로 된 레이스처럼 당첨되지 않는다.
- 2017년, "STARHORSE" 스마트폰 버전 "STARHORSE POCKET"에 비서・히요시하루카를 담당. "경마를 좋아한다 말하며 다닌게 좋았다. 마음 속 깊이 생각한다:)" 코멘트 했다.
- 승마라이센스 5급을 소유중이다.

## 후임
이마무라 은퇴로 인해, 역을 이어 받은 성우.

## 출연
굵은 글씨는 메인 캐릭터.